# Draževac (Obrenovac)
Draževac (em cirílico: Дражевац) é uma vila da Sérvia localizada no município de Obrenovac, pertencente ao distrito de Belgrado, na região de Posavina. A sua população era de 1536 habitantes segundo o censo de 2009.

## Demografia
| 1948  | 1953  | 1961  | 1971  | 1981  | 1991  | 2002  |
| ----- | ----- | ----- | ----- | ----- | ----- | ----- |
| 1 873 | 1 934 | 1 793 | 1 677 | 1 645 | 1 573 | 1 536 |